# Erik Clarys
Erik Clarys (* 18. Oktober 1968 in Deurne) ist ein ehemaliger belgischer Dartspieler, dessen größter Erfolg der Sieg beim Winmau World Masters 1995 war.
Er war für seine unorthodoxe Spielweise bekannt, welche ihn zu einem beliebten Spieler machte.

## Karriere

### BDO
Clarys machte 1995 erstmals auf sich aufmerksam, als er vollkommen überraschend beim World Masters siegreich war. Dabei besiegte er große Namen wie Andy Fordham, Martin Adams und Richie Burnett im Finale. Fortan fuhr Clarys immer wieder gute Ergebnisse ein. So gewann er viermal die belgischen Meisterschaften, drei Mal den Belgium Gold Cup, drei Mal die Dortmund Open sowie die Swedish Open 1999. Es gelang ihm jedoch nicht, diese Leistungen bei den Majorturnieren zu zeigen. Er nahm an sechs BDO-Weltmeisterschaften teil und verlor dabei vier Mal in der ersten Runde. 2002 gewann er schließlich im fünften Anlauf ein Spiel gegen den Deutschen Andree Welge, verlor aber anschließend gegen Raymond van Barneveld. 2004 bezwang Clarys Tony Eccles und den Norweger Robert Wagner, musste sich aber erneut van Barneveld geschlagen geben, obwohl ihm in diesem Spiel ein Finish von 170 Punkten gelang.

### PDC
2004 wechselte Clarys dann zur Professional Darts Corporation (PDC). Ihm gelang es auch, sich für die PDC-Weltmeisterschaft zu qualifizieren und dort Dan Lauby und Mark Walsh zu bezwingen. Gegen Ronnie Baxter verlor er dann aber. Auch wenn Clarys keinen Titel bei der PDC einfahren konnte, zeigte er doch immer wieder gute Leistungen, so etwa ein Viertelfinale bei den UK Open 2005. 2006 war er noch einmal bei der Weltmeisterschaft dabei und konnte zunächst Winston Cadogan aus Barbados besiegen. Im nächsten Spiel verlor er gegen Wayne Mardle. Später war er beim German Gold Cup siegreich.

### Verletzung und Karriereende
Im Juni 2006 verletzte sich Clarys nach einem Sturz von einer Leiter am Ellbogen, sodass er gezwungen war die UK Open 2006 auszulassen. Zu diesem Zeitpunkt rangierte er auf Position 26 der PDC Order of Merit und kämpfte darum, sich für das World Matchplay zu qualifizieren. Nach elf Operationen gab Clarys seine Hoffnungen auf eine Rückkehr zum professionellen Dartsport als Rechtshänder auf. Stattdessen trainiert er nun mit der linken Hand zu werfen und versuchte so zurück auf sein altes Niveau zu kommen. Bislang wurde er aber nicht wieder auf größeren Turnieren gesehen. Dafür kommentierte er eine Zeit lang für den belgischen Fernsehsender VTM und gibt regelmäßig Workshops.

## Weltmeisterschaftsresultate

### BDO
- 1997: 1. Runde (2:3-Niederlage gegen  Paul Williams)
- 1998: 1. Runde (1:3-Niederlage gegen  Kevin Painter)
- 1999: 1. Runde (2:3-Niederlage gegen  Tony Littleton)
- 2001: 1. Runde (1:3-Niederlage gegen  Martin Adams)
- 2002: Achtelfinale (0:3-Niederlage gegen  Raymond van Barneveld)
- 2003: Viertelfinale (1:5-Niederlage gegen  Raymond van Barneveld)

### PDC
- 2004: 3. Runde (2:4-Niederlage gegen  Ronnie Baxter)
- 2006: 2. Runde (1:4-Niederlage gegen  Wayne Mardle)

## Titel

### BDO
- World Master: 1995

### WDF
- Dortmund Open: (3) 1998, 1999, 2002
- Swedish Open: (1) 1999
- German Gold Cup: (1) 2006

### Sonstige
- Belgischer Meister: (4) 1997, 1998, 1999, 2003
- Belgium Gold Cup: (3) 1998, 2002, 2004